# Cinnamosma
Cinnamosma é um género de plantas com flor pertencente à família Canellaceae, endémica em Madagáscar.

## Descrição
Cinnamosma é um género de plantas da família Canellaceae ereto em 1867.
Espécies
1. Cinnamosma fragrans Baill.
2. Cinnamosma macrocarpa H.Perrier
3. Cinnamosma madagascariensis Danguy